# Nazione titolare
Per nazione titolare si intende un unico gruppo etnico dominante in un particolare stato, tipicamente lo stato a cui dà il nome. Il termine fu inventato dai filosofi tedeschi Johann Gottfried Herder e Johann Gottlieb Fichte e reso popolare dallo scrittore Maurice Barrès alla fine del XIX secolo.

## Unione Sovietica
La nozione di "nazione titolare" (in russo titulnaya nasiya) è stata utilizzata in Unione Sovietica per denotare le nazioni che davano origine ai titoli delle entità autonome all'interno dell'unione: le repubbliche sovietiche, le repubbliche autonome, le regioni autonome (oblast'), ecc.
Per diventare una nazione titolare un etnos doveva soddisfare determinati criteri in termini di quantità di popolazione e compattezza del suo insediamento. La lingua di una nazione titolare era dichiarata lingua ufficiale aggiuntiva (dopo il russo) dell'unità amministrativa corrispondente.
La nozione si adattava bene per i casi di nazioni ben consolidate, omogenee e relativamente sviluppate.
In un certo numero di casi, in alcune regioni altamente multietniche, come il Caucaso settentrionale, la nozione di nazione titolare introdusse una disuguaglianza intrinseca tra nazioni titolari e non titolari, soprattutto dopo l'adozione della politica "korenizacija", secondo la quale i rappresentanti di una nazione titolare erano promossi a posizioni dirigenziali.

## Cina
Il governo della Repubblica popolare cinese ha adottato alcuni dei principi alla base di questo concetto sovietico nella sua politica delle minoranze etniche.

## Jugoslavia
Le repubbliche federali della Jugoslavia socialista erano percepite come stati-nazione dei popoli costituzionali. Dopo la dissoluzione della Jugoslavia, solo la Bosnia ed Erzegovina non fu definita nella sua costituzione uno stato-nazione della sua nazione titolare de jure a causa della sua società multietnica.